# Grad Rajhenburg
Za spodnji brestaniški grad glej Grad Turn (Brestanica).
Grad Rajhenburg, tudi grad Brestanica, stoji v Brestanici nad sotočjem potoka Brestanice in Save.
Grad je znan po najstarejših grajskih freskah v Sloveniji, edinem trapistovskem samostanu v Sloveniji in največjem taborišču za izgnance v drugi svetovni vojni v Sloveniji. Danes je v njem muzej, služi pa tudi kot prireditveni prostor ter prostor za poroke. Upravlja ga Kulturni dom Krško kot eno od dveh svojih podenot (druga je Mestni muzej Krško).

## Zgodovina
Grad je gotovo stal že zelo zgodaj, vendar pa je listina z dne 29. septembra 895, ki je dolgo veljala za prvo omembo gradu, grad pa zaradi nje najstarejši v Sloveniji, bila v raziskavah spoznana za ponaredek. Ta grad je bil uničen v času ogrskih vpadov na področje Posavja. Po letu 1126 je salzburški nadškof Konrad I. znova pozidal grad, ki je bil kot »Reichenburch« prvič omenjen leta 1309. Rodbina Rajhenburških je grad upravljala med leti 1141 (prva omenjena lastnika sta bila Oton in Rajnbert Reichenburg) in 1570, ko je s smrtjo Hansa Rajnprehta rodbina izumrla. Med letoma 1469 in 1480 je bil grad tarča turških napadov. Dediči Rajhenburških so bili njihovi sorodniki Welzerji. Med letoma 1515 in 1573 so grad zasedli kmečki uporniki. Welzerji so se jim med hrvaško-slovenskim kmečkim puntom leta 1573 odkupili, ker so jih podpirali z živili. Tako so grad dobili nazaj. Nadaljnji lastniki so bili: od leta 1579 baron Volkart Eghk, Alexander Paradaiser (od 1591), Franz Gall Gallenstein (od okoli 1600) baron Vid Jakob Moscon (1639), baron Leopold Curti, Karl Reising, grof Hanibal Heister, med leti 1721 in 1802 pa grofje Attemsi. Za njimi se je izmenjalo še 5 lastnikov, preden je leta 1884 grad in posestvo kupil Gabriel Giraud, redovnik trapist iz Lyona, in ga prepustil v upravljanje francoskim trapistom. Ti so grad spremenili v Samostan Marijinega odrešenja in ostali v njem do 2. svetovne vojne. Med vojno je bil v njem največji zbirni center za slovenske izgnance v Sloveniji, po vojni pa Kazensko poboljševalni dom za ženske. Med znanimi zapornicami so: Ljuba Prenner, Angela Vode, Akvina Bojc, Trofima Miloslavić. Po vojni je bil v gradu urejen Muzej slovenskih izgnancev. Ob denacionalizaciji so trapisti posestva prepustili Škofiji Celje, že pred vojno pa so mnogim prebivalcem Brestanice posesti podarili. V obnovu gradu je Občina Krško vložila 5 milijonov €. Grad, ki je bil ponovno odprt ob koncu leta 2012, pa je dobil novo muzejsko ureditev.

## Galerija
- Grad Brestanica, Georg Matthäus Vischer, Topographia Ducatus Stiriae, Graadec 1681
- Notranje dvorišče
- Freska Rajnprehta Rajhenburškega in cesarja Maksimilijana I. Habsburškega